# Deanna Milvia Frosini
Deanna Milvia Frosini (née le 2 février 1940 à Pistoie et morte le 15 mai 2021 à Rome) est une scénographe, actrice et peintre figurative italienne.

## Biographie
Deanna Frosini est née à Pistoie en 1940 mais vit à Rome depuis l'âge de vingt ans. Peintre figurative, caractérisée par un trait hyperréaliste, Deanna Frosini est l'artiste qui a peint, entre 1987 et 1989, les portraits des premiers présidents de la République exposés au palais Chigi. Parallèlement, elle est l'auteur des toiles hyperréalistes qui ornent la salle Nenni du siège national du PSI, Via del Corso à Rome, et qui racontent l'histoire et les principaux protagonistes du mouvement socialiste italien. Elle a également réalisé un portrait de Bettino Craxi.
Deanna Frosini est décédé à l'âge de 81 ans dans une maison de retraite à Rome. En 2009, la présidence du Conseil des ministres avait accordé à l'artiste l'allocation de vie extraordinaire prévue par la loi Bacchelli.
Deanna Frosini a été pendant deux décennies, entre les années 1950 et 1970, l'une des protagonistes de la vie culturelle et artistique romaine, fréquentant des noms illustres de l'intelligentsia de gauche, comme Alberto Moravia, Dacia Maraini, Dario Bellezza, Pier Paolo Pasolini. Elle a reçu de nombreux prix de la part des critiques et son travail a également été décrit par l'écrivain Raffaele La Capria et l'architecte Paolo Portoghesi. Frosini a collaboré avec l'écrivaine Dacia Maraini sur plusieurs productions théâtrales, poursuivant une carrière scénique commencée avec Pasolini.

## Filmographie
Actrice
- 1970 :  Le Vent d'est de Jean-Luc Godard et Jean-Pierre Gorin
- 1970 : Lettera aperta a un giornale della sera de Francesco Maselli
- 1969 :La Semence de l'homme (Il seme dell'uomo) de Marco Ferreri
- 1969 : Sous le signe du scorpion  (Sotto il segno dello scorpione) de Paolo et Vittorio Taviani

Décoratrice
- 1974 : L'ultimo uomo di Sara de Maria Virginia Onorato
- 1976 : Vices privés, vertus publiques ( Vizi privati, pubbliche virtu) de Miklos Jancso[3].